# Pulnoy
Pulnoy – miejscowość i gmina we Francji, w regionie Grand Est, w departamencie Meurthe i Mozela.
Według danych na rok 1990 gminę zamieszkiwało 4031 osób, a gęstość zaludnienia wynosiła 1078 osób/km² (wśród 2335 gmin Lotaryngii Pulnoy plasuje się na 111. miejscu pod względem liczby ludności, natomiast pod względem powierzchni na miejscu 1116.).